# 王則 (宋朝)
王則（？—1048年）。涿州（今河北涿州）人，北宋仁宗時河北起義軍領袖。

## 生平
王則原是涿州農民，歲饑逃荒至貝州（今河北清河西北），為人牧羊。後投宣毅軍，成為小校，不久參加彌勒教。慶曆七年（1047年），與教首李教預謀庆历八年（1048年）新正元旦起義，回到涿州與母親訣別。其教徒潘方淨懷刃前往北京（今河北大名）見留守賈昌朝，迫其投降，反被執；由於事機不密，王則乃提前於庆历七年（1047年）十一月冬至节发动兵变，以“釋迦佛衰謝，彌勒佛當持世”為口號，逮捕知州張得一。他被推為東平郡王，以張巒爲宰相，卜吉為樞密使，冊封胡永兒為皇后，建国号为安陽，年号得圣，以十二月為正月。战士面刺“义军破赵得胜”，以示反抗的决心。
参知政事文彦博请往镇压，八年正月，任河北宣抚使，以明镐為副，重兵围攻贝州，久不能下，後來在南城挖通地道，潜入城内，王则、张峦、卜吉等開東門突围被俘，“馀黨保邨舍，皆焚死”，王則等人在东京（今河南开封）被肢解。前後僅65天。